# Датун

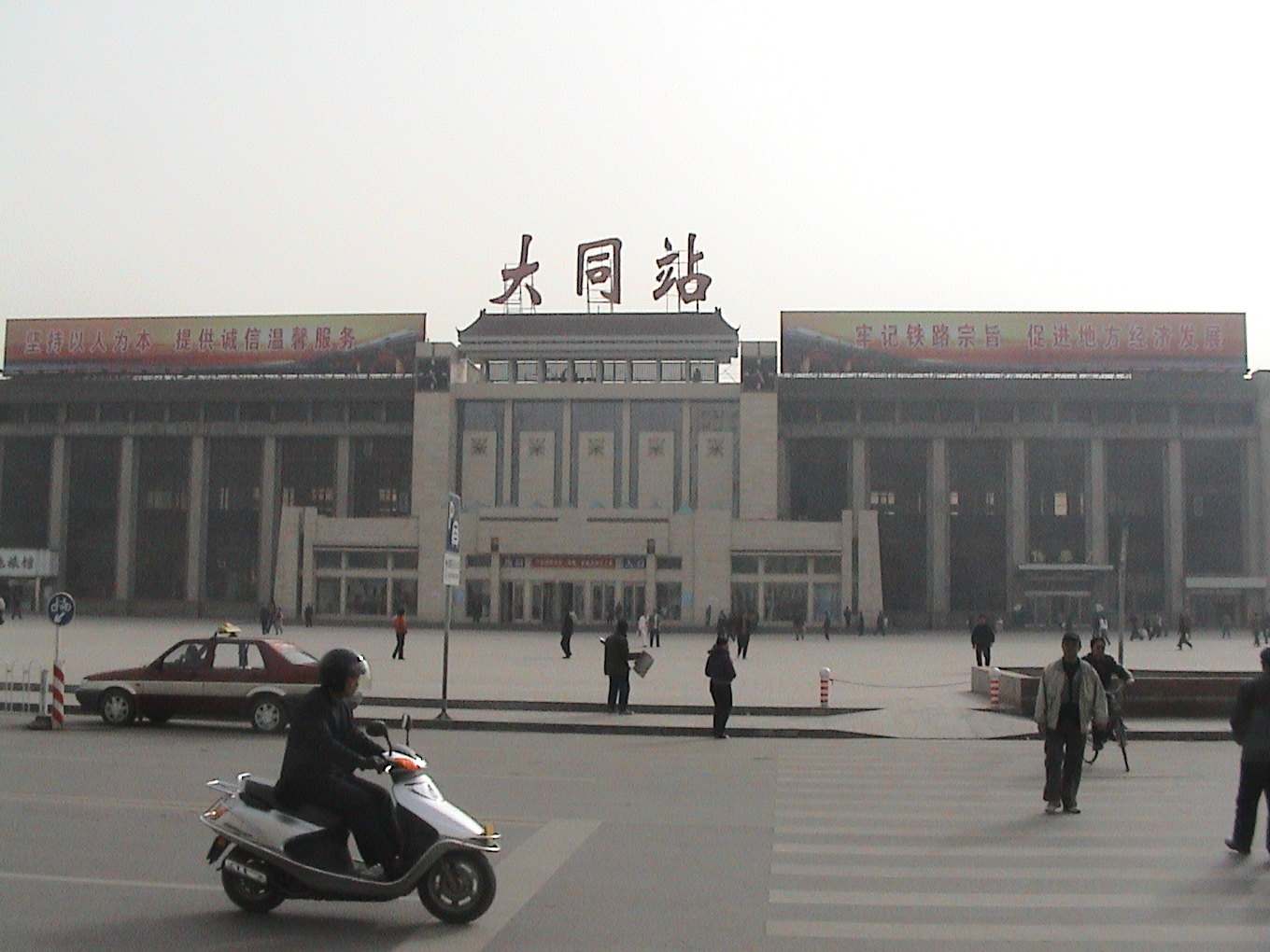
Залізнична станція Датуна

Датун (кит.: 大同) — місто у Північному Китаї (провінція Шаньсі). Близько 3,1 млн мешканців.

## Клімат
Місто знаходиться у зоні, котра характеризується кліматом тропічних степів. Найтепліший місяць — липень із середньою температурою 22.2 °C (72 °F). Найхолодніший місяць — січень, із середньою температурою -10 °С (14 °F).
| Клімат Датуна           | Клімат Датуна | Клімат Датуна | Клімат Датуна | Клімат Датуна | Клімат Датуна | Клімат Датуна | Клімат Датуна | Клімат Датуна | Клімат Датуна | Клімат Датуна | Клімат Датуна | Клімат Датуна | Клімат Датуна |
| Показник                | Січ.          | Лют.          | Бер.          | Квіт.         | Трав.         | Черв.         | Лип.          | Серп.         | Вер.          | Жовт.         | Лист.         | Груд.         | Рік           |
| Абсолютний максимум, °C | 11            | 16            | 20            | 27            | 35            | 33            | 36            | 35            | 28            | 28            | 21            | 12            | 36            |
| Середній максимум, °C   | −4            | 0             | 6             | 15            | 22            | 26            | 27            | 25            | 20            | 14            | 4             | −2            | 12            |
| Середня температура, °C | −10           | −6            | 0             | 8             | 16            | 20            | 22            | 20            | 15            | 8             | 0             | −8            | 7             |
| Середній мінімум, °C    | −15           | −12           | −5            | 2             | 9             | 13            | 16            | 15            | 9             | 2             | −6            | −13           | 1             |
| Абсолютний мінімум, °C  | −26           | −25           | −20           | −10           | −6            | 2             | 8             | 7             | −1            | −10           | −23           | −27           | −27           |
| Норма опадів, мм        | 0             | 0             | 0             | 10            | 30            | 40            | 100           | 80            | 40            | 20            | 0             | 0             | 370           |
| ----------------------- | ------------- | ------------- | ------------- | ------------- | ------------- | ------------- | ------------- | ------------- | ------------- | ------------- | ------------- | ------------- | ------------- |
| Джерело: Weatherbase    |               |               |               |               |               |               |               |               |               |               |               |               |               |

## Історія
Побудований близько 200 року до нашої ери за китайської держави Хань із назвою Пінчен.
Колишня столиця хуннсько-китайської держави Північна Вей у 398—494 роках.
Перейменований на Датун 1048 року за часів держави Мін.

## Господарство
Значний видобуток кам'яного вугілля; важка промисловість; залізничний вузол.